# 朝天罐
朝天罐（学名：Osbeckia opipara），或稱闊葉金錦香，为野牡丹科金锦香属的植物。分布在越南、台湾、泰国以及中国大陆的贵州、长江流域、广西等地，生长于海拔250米至800米的地区，见于水边、山谷、路旁、疏林中、山坡以及灌木丛中，目前尚未由人工引种栽培。

## 别名
高脚红缸（江西），罐子草、线鸡腿（湖南），大金钟（广东），公石榴（广西），倒水莲（福建），阔叶金锦香（台湾）